# Anton Bielek
Anton Bielek (pseudonymy: Hvizdák, Kalinov, Miloš, Vrták, Žihadlo a jiné)
(10. září 1857, Bytčica, Uhersko, nyní součást města Žiliny – 27. ledna
1911, Vídeň, Rakousko) byl slovenský spisovatel.

## Životopis
Narodil se v rodině učitele, po matčině smrti ho vychovávali příbuzní. Vzdělání získal na gymnáziích v Žilině, Kláštore pod Znievem a Ostřihomi, později navštěvoval učitelský ústav v Kláštore pod Znievem, ale ze školy byl vyloučen a odmaturoval soukromě. V době studií se začal národně projevovat, krom toho zde také vzniklo jeho přátelství s Martinem Kukučínem. Pracoval jako učitel, později jako správce tiskárny v Ružomberku a jako redaktor slovenského časopisu Besedy, později se přestěhoval do Martina, kde pracoval v Tatrabance a působil také jako administrátor slovenských Národních novin. V roce 1904 začal pracovat jako redaktor pro slovenské Katolické noviny v Trnavě a Skalici. Emigroval do Spojených států amerických, kde pracoval pro noviny Slovák v Amerike, ale i zde přišel o zaměstnání. V roce 1910 propadl hluboké depresi, která ho přinutila vrátit se zpět na Slovensko, kde o rok později zemřel v ústavu pro choromyslné.

## Tvorba
Začátky jeho literární tvorby spadají do jeho učitelského období. Prvá díla mu vycházela v různých časopisech
(Včelka, Budič, Slovenské pohľady). Začínal s psaním básní,
ale později se věnoval próze. Svoje díla umístňuje do vesnického prostředí, vyjadřuje v nich své národní cítění
a myšlení; vrací se však k sentimentalizující próze. Píše díla určená obyčejným lidem, která mají lidověvýchovný charakter,
ale ten je zde spojován s poetickými zobrazeními přírody. Kromě literární tvorby je znám také jako zakladatel
slovenských Lidových novin (Ľudové noviny) dne (1. ledna 1897).

## Dílo
- Seznam děl v Souborném katalogu ČR, jejichž autorem nebo tématem je Anton Bielek

- 1883 – Z dúbravského mlyna, povídka
- 1883 – V zátiší horskom, novela
- 1884 – Späť, novela
- 1885 – Osudná návšteva
- 1885 – Poviestka z hôr
- 1886 – Pre cudzie viny
- 1886 a 1887 – Slovenský kalendár
- 1890 – Obrázky z hôr
- 1890 – Z dôb utrpenia, novela
- 1890 – Po troch rokoch, novela
- 1890 – Na vysokých horách, pohádka
- 1891 – Na salaši
- 1895 – Druhá žena
- 1895 – Boh mení, dobre mení
- 1895 – Na mylných cestách, novela
- 1896 – Náš ľud, jeho biedy a ako mu treba žiť
- 1897 – Dejepis Slovákov od najstaršej doby do dnešných čias
- 1904 – Rozprávka z Poľany
- 1904 – Za tú našu slovenčinu, volební obrázky